# Kubaczyn
Kubaczyn [pronunciación en polaco: /kuˈbat͡ʂɨn/] es un pueblo ubicado en el distrito administrativo de Gmina Granowo, dentro del distrito de Grodzisk Wielkopolski, voivodato de Gran Polonia, en el oeste de Polonia central. Se encuentra aproximadamente a 2 kilómetros al norte de Granowo, a 12 kilómetros al este de Grodzisk Wielkopolski, y a 32 kilómetros al suroeste de la capital regional Poznan.